# 郑杲 (唐朝)
郑杲（?—?），唐朝官员，出自荥阳郑氏，郑译的曾孙，归昌县公郑善愿的孙子，归昌县男郑弘震的儿子，袭封归昌县男。
郑杲在武周担任天官侍郎。聖曆二年（699年）郑杲选拔韩复为太常博士。郑杲与张锡一起主管天官选事，张锡于久視元年（700年）以天官侍郎转任凤阁侍郎、同平章事。长安三年（703年），张易之诬陷魏元忠，宋璟为魏元忠作证。郑杲问宋璟为什么称呼五郎（张易之）为卿。宋璟反驳他说：“足下不是张易之的家奴，为什么称呼张易之为郎。”《旧唐书·宋璟传》把郑杲误作郑善果。